# Cá dây Cape
Cá dây Cape (tên khoa học Zeus capensis) là một loài cá thuộc chi Zeus. Nó phổ biến ở Tây Ấn Độ Dương gần bờ biển Mozambique, cũng xung quanh Mũi Hảo Vọng đến Vịnh St Helena, Nam Phi. Nó là cá đáy, chiều dài tối đa lên đến 90,0 cm. Sống ở độ sâu 35 – 200 m.